# Zlatý slavík 1962
Zlatý slavík 1962 byl první ročník ankety popularity českých zpěváků a písní. Organizoval ji časopis Mladý svět.
Čtenáři hlasovali pro tři nejlepší zpěváky, za první místo zpěvák dostal tři body, za druhé dva a za třetí jeden.
Celkem hlasovalo 797 čtenářů.

## Výsledky

### Zpěvačky a zpěváci
| Pořadí | Jméno            | Body |
| ------ | ---------------- | ---- |
| 1.     | Waldemar Matuška | 775  |
| 2.     | Yvetta Simonová  | 572  |
| 3.     | Eva Pilarová     | 551  |
| 4.     | Jiří Suchý       | 382  |
| 5.     | Milan Chladil    | 349  |
| 6.     | Hana Hegerová    | 336  |
| 7.     | Jiří Vašíček     | 233  |
| 8.     | Josef Zíma       | 97   |
| 9.     | Karel Štědrý     | 93   |
| 10.    | Jarmila Veselá   | 82   |

### Písně
| Pořadí | Jméno              | Hudba           | Text             | Body |
| ------ | ------------------ | --------------- | ---------------- | ---- |
| 1.     | Láska nebeská      | Jiří Šlitr      | Jiří Suchý       | 325  |
| 2.     | Dříve než na louce | Jaromír Vomáčka | Karel Šašek      | 317  |
| 3.     | Píseň pro Zuzanu   | Jiří Šlitr      | Jiří Suchý       | 259  |
| 4.     | Normálně           | Miloslav Ducháč | Vladimír Dvořák  | 244  |
| 5.     | Barborka           | Bedřich Nikodém | Jaromír Hořec    | 155  |
| 6.     | Malý stan          | Bedřich Nikodém | Zdeněk Borovec   | 147  |
| 7.     | Ona je krásná      | Jan Rimon       | Jiří Aplt        | 137  |
| 8.     | Zlá neděle         | Jiří Šlitr      | Jiří Suchý       | 127  |
| 9.     | Slaný déšť         | Karel Mareš     | Jan Schneider    | 125  |
| 10.    | Šly panenky        | Vlastimil Hála  | Vratislav Blažek | 102  |